# Cymbidium lancifolium
Espèce
Statut CITES
Cymbidium lancifolium est une espèce d'orchidées du genre Cymbidium originaire d'Asie.